# Lotte Friis
Lotte Friis (n. 9 de febrer de 1988) és una nedadora danesa de Hørsholm bronze olímpica i or mundial. Posseeix el rècord europeu en 1500m lliures en piscina llarga.

## Biografia
Lotte Friis va néixer el 9 de febrer de 1988 Hørsholm, Dinamarca. Es va graduar a l'escola de Marie Kruse l'any 2008. El seu primer club va ser el Sigma Allerød, però va canviar el 2011 per Herlev Svømning, on va signar el seu primer contracte com a professional entrenant diàriament al centre nacional de formació danesa.
Després dels Jocs Olímpics de 2012 es va traslladar a Niça on entrenà a l'Olympic Nice Natation. Des del setembre de 2013, entrena al North Baltimore Aquatic Club (NBAC) als EUA per preparar-se per als Jocs Olímpics a Rio 2016.
L'any 2009 va ser guardonada amb el premi com a millor esportista danesa de l'any.

## Rècords
Actualment posseeix, en piscina llarga, un rècord europeu i 4 rècords nacionals; i en piscina curta posseeix 4 rècords nacionals
Actualitzat l'11/06/2015

### Piscina llarga
| Event           | Marca    | Campionat      | Data                 | Rècord | Ref.  |
| --------------- | -------- | -------------- | -------------------- | ------ | ----- |
| 400m lliures    | 4:03.98  | Londres 2012   | 29 de juliol de 2012 | NR     | [ 2 ] |
| 800m lliures    | 15:38.88 | Roma 2009      | 1 d'agost de 2009    | NR     | [ 3 ] |
| 1500m lliures   | 15:38.88 | Barcelona 2013 | 30 de juliol de 2013 | EU     | [ 4 ] |
| 4x100 m lliures | 3:37.45  | Londres 2012   | 28 de juliol de 2012 | NR     | [ 5 ] |
| 4x200 m lliures | 7:55.56  | Barcelona 2013 | 30 de juliol de 2009 | NR     |       |

### Piscina curta
| Event           | Marca    | Campionat                       | Data                   | Rècord | Ref.  |
| --------------- | -------- | ------------------------------- | ---------------------- | ------ | ----- |
| 400m lliures    | 3:58.02  | Szczecin 2011                   | 10 de desembre de 2011 | NR     | [ 6 ] |
| 800m lliures    | 8:04.61  | Copa del món de la FINA 2009    | 14 de novembre de 2009 | NR     | [ 7 ] |
| 1500m lliures   | 15:28.65 | Campionat de clubs de Dinamarca | 28 de novembre de 2009 | NR     | [ 8 ] |
| 4x200 m lliures | 7:47.04  | Istanbul 2012                   | 12 de desembre de 2012 | NR     | [ 9 ] |